# Kointegracja
Kointegracja – własność szeregów czasowych wykorzystywana w ekonometrii, która ma miejsce wówczas, jeżeli dwa szeregi czasowe nie są stacjonarne, ale ich kombinacja liniowa jest stacjonarna.
Termin został zaproponowany i wprowadzony do użytku przez ekonometryków Roberta Engle i Clive'a Grangera w artykule opublikowanym w 1987 roku pod tytułem Co-integration and Error Correction: Representation, Estimation, and Testing. Między innymi za to osiągnięcie zostali oni uhonorowani Nagrodą Banku Szwecji im. Alfreda Nobla w dziedzinie ekonomii w 2003 roku.
Dwie popularne metody testowania kointegracji to metoda Engle'a-Grangera oraz metoda Johansena.

## Literatura dodatkowa
- Robert F. Engle, C. W. J. Granger. Co-Integration and Error Correction: Representation, Estimation, and Testing. „Econometrica”. 55 (2), s. 251–276, 1987.